# Liswarta
Liswarta (tysk: Lisswarte) er en venstre biflod til Warta i det sydlige Polen i det Voivodskabet Schlesisen. Den har ent afvandingsområde på 1.558 kvadratkilometer. De vigtigste bifloder er Biała Oksza og Czarna Oksza.

## Flodens løb
Det har sit udspring  nær Mzyki, i  Powiat Lubliniecki. Den første større by ved floden er den schlesiske Boronów. De første 30 kilometer løber den mod nordvest gennem et skovkompleks, der er inkluderet i landskabsbeskyttelsespark Lasy nad Górną Liswartą (Skovene på den øvre Liswarta). Bag skoven drejer den i nordlig retning og følger grænsen til Opole Voivodeship ca. 8 km nedstrøms. Mellem Starokrzepice og Krzepice, den eneste lille by ved floden, flyder Liswarta nordøst. På de sidste par kilometer drejer den skarpt mod vest, hvor den danner grænsen mellem voivodskaberne Schlesien og Łódź. Efter et 93 km langt løb mod nord, løber den ud i Warta nær Kule, i  Powiat Kłobucki.

## Historie
Floden blev første gang nævnt i 1262 med navnet Hystvarta eller Istwarta, som da var grænsen mellem bispedømmerne Gniezno og Krakow.
På den øvre strækning mod vest fra Herby til Starokrzepice, var Liswarta på omkring 22 kilometer, den historiske grænse mellem Schlesien og Lillepolen eller bispedømmerne Breslau og Krakow. I mellemkrigstiden på en kortere strækning, grænse mellem Den Anden Polske Republik og den Nazi-Tyskland, i dag endnu kortere mellem powiaterne Lubliniecki og Kłobucki. I det nederste løb (over 30 kilometer) nedstrøms fra Krzepice derimod mellem Storpolen og Lillepolen. I området omkring Krzepice faldt disse grænser ikke sammen: omkring år 1600 var Starokrzepice (Gamle Krzepice) det sydligste sted i Welun-regionen på venstre bred og statsgrænsen til Kongeriget Bøhmen, men tilhørte det schlesiske bispedømme. Wroclaw, hvorimod byen Krzepice var underordnet den. På højre bred hører den administrativt til Lelów-distriktet, men kirkeligt hører den til ærkebispedømmet Gniezno . 